# Donatien-Marie-Joseph de Vimeur, vicomte de Rochambeau

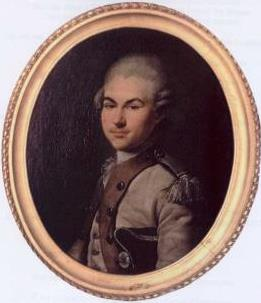
Donatien-Marie-Joseph de Rochambeau

Donatien-Marie-Joseph de Vimeur, vicomte de Rochambeau (* 7. April 1755 Paris; ⚔ 20. Oktober 1813 bei Leipzig, gefallen) war ein französischer General.

## Leben
Donatien-Marie-Joseph de Vimeur, vicomte de Rochambeau war ein Sohn des Marschalls von Frankreich Jean-Baptiste de Rochambeau (1725–1807) und der Jeanne Thérèse Tellez d’Acosta. Er widmete sich in früher Jugend ebenfalls dem Militärstand, war schon 1779 Colonel des Régiment Royal-Auvergne und nahm 1780/81 unter dem Oberbefehl seines Vaters an der militärischen Expedition nach Nordamerika teil.
Am 30. Juni 1791 zum Maréchal de camp befördert und am 9. Juli 1792 zum Lieutenant-général ernannt, erhielt Rochambeau im Juli 1792 das Kommando in den französisch-westindischen Kolonien. Er unterwarf in Saint Domingue die Aufständischen, erschien Anfang 1793 auf Martinique und vertrieb die Royalisten unter Béhague samt den Engländern. Dann befreite er auch Guadeloupe und St. Lucia, woraufhin er als eifriger Vertreter des Republikanismus und der Konventspolitik in den Kolonien tätig war. Im folgenden Jahr wurde er aber mit seiner zusammengeschmolzenen Armee von 600 Mann von 14.000 Engländern unter General Grey im Fort Royal völlig eingeschlossen und nach 44-tägiger Belagerung am 22. März 1794 zur Kapitulation genötigt, infolge deren er mit seinen Truppen frei abziehen durfte.
1796 wurde Rochambeau von der Direktorialregierung abermals nach San Domingo zur Unterdrückung des Aufstandes entsendet, doch war seine Streitmacht für die Aufgabe zu klein. Da er sich nicht an die Vorschriften der ihn begleitenden Zivilkommissare hielt, ließen ihn diese absetzen und nach Frankreich transportieren, wo er längere Zeit im Schloss Ham gefangen saß. Erst 1800 wieder aktiv, befehligte er die zweite Division der französischen Armee in Italien und erhielt den Auftrag, die Brücke über den Var zu verteidigen. Er schlug die Österreicher unter Melas zurück. Im folgenden Jahr machte er den Feldzug über die Piave mit, focht in Tirol und bemächtigte sich Storo.
Ende 1801 ging Rochambeau unter dem Oberkommando von Leclerc zum dritten Mal nach San Domingo, um dort die uneingeschränkte Herrschaft Frankreichs wiederherzustellen und die Sklaverei wieder einzuführen. Der Feldzug begann mit großen Erfolgen und der Anführer der Einheimischen, der schwarze General Toussaint L’Ouverture, wurde gefangen genommen und nach Frankreich deportiert. Damit waren die Kämpfe jedoch nicht beendet, zumal die Nachricht von der Wiedereinführung der Sklaverei die einheimischen Mulatten und Schwarzen noch mehr gegen Frankreich aufbrachte.
Als Leclerc im November 1802 an Gelbfieber starb, übernahm Rochambeau den Oberbefehl und „führte eine Politik des Terrors ein, die auch eine Politik des organisierten Massakers ist“. Im Rahmen dieser Vernichtungskampagne ließ Rochambeau tausende Schwarze jeden Geschlechts und Alters ermorden. Um den Aufstand niederzuschlagen, hatten Rochambeau und sein Vorgänger Leclerc Hunde aus Kuba kommen lassen. Die 300 bis 400 Hunde waren keine Hilfe, denn sie griffen unterschiedslos alle Verwundeten an, sowohl Franzosen als auch Rebellen, und man musste sich ihrer entledigen. Das Gelbfieber schwächte die französischen Streitkräfte bald so sehr, dass Rochambeau sich nach der am 18. November 1803 verlorenen Schlacht bei Vertières mit den Resten seiner Truppen dem schwarzen General Jean-Jacques Dessalines ergeben musste. Dessalines rief daraufhin die Unabhängigkeit Haitis aus, das damit endgültig für Frankreich verloren war.
Auf dem Rückweg nach Frankreich wurde Rochambeau mit seiner Mannschaft von einem britischen Geschwader gefangen genommen und nach England gebracht. 1811 kam er im Zuge eines Gefangenenaustauschs frei. Nach Napoleons Rückzug aus Russland erhielt er im Feldzug von 1813 den Befehl über eine Division im Korps Lauristons. Er kämpfte in der Schlacht bei Bautzen, wurde in der Völkerschlacht bei Leipzig am 16. Oktober 1813 verwundet und starb vier Tage später.
Aus seiner Ehe mit Marie-Françoise de Harville, Tochter des Marquis de Trainel hinterließ er drei Kinder:
- Augustine Eleonore (* 8. Dezember 1783) verheiratet mit Victor Merle, comte de La Gorce
- Constance Theresa (27. November 1784 – 14. Dezember 1866), verheiratet mit Alexandre de Valon von Boucheron, comte de Ambrugeac
- Philippe-Auguste (26. Januar 1787 – 14. August 1868), später Pair von Frankreich, verheiratet mit Elisa Roque de Clausonnette

## Ehrungen
Sein Name ist am östlichen Pfeiler des Triumphbogen in Paris in der 16. Spalte eingetragen.